# سیارک ۳۲۷۲
سیارک ۳۲۷۲ (به انگلیسی: 3272 Tillandz، نامگذاری:1938DB1) سه هزار و دویست و هفتاد و دومین سیارک کشف شده‌است که در ۲۴ فوریه ۱۹۳۸ کشف شد.
قدر مطلق سیارک برابر ۱۳٫۳۰ است.